# Michael Balint
Michael Balint (Budapest, 3 dicembre 1896 – Bristol, 31 dicembre 1970) è stato uno psicoanalista ungherese, patrocinatore della Object Relations School.
Michael Balint era il figlio di Mihály Maurice Bergmann, un medico che esercitava la sua professione a Budapest. Contro la volontà del padre cambiò il suo nome in Balint Mihály e cambiò anche religione, passando dal giudaismo al Cristianesimo Unitario. Durante la prima guerra mondiale Balint partecipò al fronte, prima in Russia, poi sulle Dolomiti. Completò il suo studio medico a Budapest nel 1918. Successivamente, su raccomandazione della sua futura moglie, Alice Secleri - Kovács, Balint lesse Sigmund Freud "Tre saggi sulla teoria sessuale" (1905) e "Totem e tabù".
Egli inoltre iniziò a frequentare le lezioni di Sándor Ferenczi, che nel 1919 divenne il primo professore universitario di psicoanalisi a Budapest.
Balint sposò Alice Secleri Kovács e nel 1920 circa la coppia si trasferisce a Berlino, dove Balint lavorò nel laboratorio di biochimica con Otto Heinrich Warburg (1883-1970), il più tardi (1931) Premio Nobel. Sua moglie lavorava in un museo sul folklore. Balint ora stava studiando per il suo dottorato in biochimica e lavorava presso l'istituto di psicoanalisi.
Nel 1924 Balint tornò a Budapest, dove assunse un ruolo di primo piano all'interno della psicoanalisi ungherese. Durante il 1930 le condizioni politiche in Ungheria resero l'insegnamento della psicoterapia praticamente impossibile, e così Balint si spostò a Manchester, in Inghilterra. Alice qui morì nel 1938, lasciando Balint con il loro figlio Giovanni. Nel 1944 Balint si risposò, ma il rapporto si concluse ben presto, anche se non divorziarono fino al 1952. Nel 1945 i suoi genitori, che stavano per essere arrestati dai nazisti in Ungheria, si suicidarono. In quell'anno Balint si spostò da Manchester a Londra e continuò il suo lavoro di gruppo con i medici che praticavano la psicoterapia e ottenne il Master in psicologia.
Nel 1949 Balint incontrò la sua futura moglie Enid Flora Eichholz che lavorò all'Istituto Tavistock di relazioni umane con un gruppo di operatori sociali e psicologi sull'idea di indagare problemi relativi al matrimonio. Michael Balint divenne il leader di questo gruppo e sviluppò insieme di quello che ora è noto come il gruppo Balint. Il primo gruppo di medici che praticavano venne istituito nel 1950. Michael e Enid si sposarono nel 1958. Nel 1968 Balint divenne presidente della British Psychoanalytical Society, due anni più tardi morì.

## I gruppi Balint
Uno dei motivi della celebrità di Balint è l'invenzione di una specifica tecnica di formazione, poi denominata "Gruppo Balint", attraverso la quale si proponeva di migliorare le capacità dei medici di utilizzare con i pazienti la relazione interpersonale come fattore terapeutico.

Balint e sua moglie, per oltre 5 anni, lavorarono con gruppi composti da 8-10 medici, basandosi su due ipotesi principali:
- il medico stesso è il farmaco principale che viene somministrato al paziente,
- nel rapporto tra paziente e medico si possono produrre sofferenze ed irritazioni inutili, che Balint si è reso conto essere evitabili laddove il medico divenga maggiormente in grado di ascoltare e comprendere ogni paziente nella sua singolarità, entrando in relazione con lui in modo più consapevole del fatto che anche la loro relazione è parte sia dell'atto diagnostico sia dell'atto di cura.

Secondo Balint, un incontro tra colleghi durante la propria attività, poteva favorire sia un momento di condivisione dell'esperienza, sia un sostegno psicologico reciproco. Ma lo specifico obiettivo del percorso formativo mediante il "Gruppo Balint" è quello di un lavoro su di sé, da parte di ciascun medico, per arricchire e potenziare i versanti terapeutici della sua personalità di curante.
La formazione mediante la tecnica dei "Gruppi Balint" è una pratica di derivazione psicoanalitica che consiste nel frequentare attivamente un gruppo composto da 8/12 medici e condotto da uno psicoanalista o da un Medico formato alla conduzione dei Gruppi Balint (v. Corso FORMAS - IFP della regione Toscana) che si incontra con cadenza settimanale per almeno due anni. In ogni sessione di lavoro del "Gruppo Balint", della durata di un'ora e mezza, viene presentata, da uno dei medici partecipanti, una situazione clinica della quale il medico stesso sia stato protagonista con il suo paziente. Dopo il racconto del medico, ciascuno dei partecipanti esprime al gruppo ciò che a suo parere ha avuto luogo, a livello relazionale, fra il medico e il suo paziente.
Gli echi dei gruppi Balint si fecero sentire, specialmente tra gli anni '60 e '80 in buona parte d'Europa. Fra le esperienze storiche più significative ricordiamo l'introduzione dei gruppi Balint in Italia a Trieste da parte di Silvio Graziadio Cusin, direttore del primo servizio di Psicologia degli Ospedali Riuniti di Trieste . Per 10 anni egli tenne gruppi Balint per medici ,infermieri e psicologi. Sono state fondate associazioni nazionali, raccolte entro una federazione, l'International Balint Federation. L'AMIGB (Associazione Medica Italiana Gruppi Balint), tuttora attiva in Italia, è stata sin da principio fra le quattro associazioni nazionali che hanno dato luogo al primo nucleo dell'IBF, ormai giunto a contare più di quindici associazioni nazionali federate.

## I difetti di base
Per quanto riguarda la teoria motivazionale, Balint integra il modello biologistico pulsionale, fondato da Freud, in una più ampia teoria che considera le pulsioni un risultato di un difetto di base, cioè di mancanza di adattamento nella relazione del bambino con l'oggetto primario, che ha scaturito la nascita dell'aggressività. Secondo la teoria dei Difetti di base anche il narcisismo, che per Freud era di tipo primario (fase dello sviluppo sessuale normale) e secondario (patologico), è da considerarsi solamente secondario, causato da una mancanza di amore ricevuto dal bambino da parte dell'oggetto primario, che lo porta a rivolgere verso di sé, ciò che gli è mancato. Come reazione al difetto di base si possono presentare due tipi di comportamenti:
- ocnofilia, tendenza ad instaurare legami con l'oggetto improntati alla dipendenza;
- filobatismo, tendenza a provare piacere solo nelle situazioni di brivido o paura (v. anche fobolagnia → parafilia).Tendenza ad instaurare relazioni oggettuali che lascino un certo grado di distanza (fisica e/o emotiva) tra sé e l'oggetto.

Questi caratteri però non si presentano quasi mai allo stato puro, ma sono presenti entrambi in varia misura all'interno dei soggetti. Non sono quindi vere e proprie patologie se non nelle loro forme estreme.
Da ricordare di Balint la sua concezione quasi paradisiaca dello stato fetale, condizione di totale armonia che l'uomo cerca di ritrovare per tutto il resto della sua vita (regressus ad uterum o regressione talassale di Sándor Ferenczi) attraverso vari canali quali l'orgasmo, l'estasi religiosa e la creazione artistica.